# Herman's Hermits
Herman's Hermits är en brittisk popgrupp från Manchester, England som bildades år 1963, och som fortfarande uppträder i olika skepnader. Gruppens målgrupp var tonåringar, och till dem nådde gruppen ut med lättillgängliga glada poplåtar som "I'm into Something Good", "Mrs. Brown, You've Got a Lovely Daughter" men även den allvarliga "No Milk Today". Gruppen var omåttligt populär särskilt under åren 1965-1967, men kritikerna fnös mest åt Herman's Hermits. I Sverige delar deras låt "Sleepy Joe" plats med 1910 Fruitgum Companys "Simon Says" som den låt som legat längst på Tio i topp (18 veckor).
Bandets namn kommer från att Karl Green tyckte att Peter Noone påminde om Sherman från den tecknade serien Rocky och Bullwinkle. Sherman förkortades till Herman och blev sedan Herman and His Hermits, vilket  förkortades till Herman's Hermits.
Herman's Hermits började sin karriär som The Heartbeats och bestod då av Keith Hopwood, Derek Leckenby (båda gitarr), Karl Green (basgitarr), och Barry Whitwam (trummor). Efter en tid anslöt sig också den då unge sångaren Peter Noone till gruppen. Gruppen fick skivkontrakt 1964 på Columbia Records (MGM Records i USA) och debutsingeln "I'm Into Something Good" släpptes sensommaren samma år. Man inledde 1965 med att släppa "Can't You Hear My Heartbeat" och en cover på "Silhouettes" vilka blev hits på båda sidor Atlanten. En cover på Sam Cookes "Wonderful World" blev också en hit.
Efter dessa framgångar var det dags för det verkliga genombrottet i USA med låten "Mrs. Brown You've Got A Lovely Daughter" som blev deras första billboardetta. Det har senare påståtts att låten spelades in som något av ett skämt där Noone medvetet sjöng lite småtöntigt. Kort därefter, sensommaren 1965 släpptes "I'm Henry the Eighth, I Am" vilken blev deras andra (och sista) billboardetta. Deras sista singel 1965 var "A Must to Avoid".
1966 fick Herman's Hermits stor konkurrens från The Monkees och deras tv-show då The Monkees riktade in sig på exakt samma målgrupp. Låten "There Is a Kind of Hush" som släpptes sent det året var gruppens sista stora hit på andra sidan Atlanten. I Europa var "No Milk Today" gruppens största hit 1966. De hade sedan en del mindre hits 1967. 1968 hade gruppen två stora hits i Sverige "Sleepy Joe" och "Sunshine Girl". "My Sentimental Friend" och "Something's Happening" var europeiska hitsinglar 1969. 
Peter Noone uppträder numera med kompband under namnet "Herman's Hermits starring Peter Noone". Barry Whitwam's version av Herman's Hermits uppträder under namnet "Herman's Hermits starring Barry Whitwam" i USA, men använder "Herman's Hermits" i andra länder.

## Diskografi (i urval)
Album
- 1964 – Introducing Herman's Hermits (US)
- 1964 – Herman's Hermits
- 1965 – Their Second Album! Herman's Hermit's On Tour (US)
- 1966 – Hold On! (US)
- 1966 – Both Sides of Herman's Hermit's (UK)
- 1967 – There's a Kind of Hush All Over the World (US)
- 1967 – Blaze
- 2008 – Into Something Good - The Mickie Most Years 1964 - 1972 (4-CD-box med allt gruppen spelade in)

## Bandmedlemmar
Nuvarande medlemmar
- Barry Whitwam – trummor (1964– )
- Geoff Foot – sång, basgitarr (1986– )
- Paul Cornwell – gitarr, bakgrundssång (2013– )
- Paul Robinson – keyboard, bakgrundssång (2016– )

Tidigare medlemmar
- Peter Noone – sång (1963–1971, 1973)
- Derek Leckenby – gitarr (1964–1994) (död 1994)
- Keith Hopwood – kompgitarr (1962–1972)
- Karl Green – basgitarr, dragspel (1962–1980)
- Pete Cowap – sång, gitarr (1971–1972)
- John Gaughan – sång, kompgitarr (1972–1973)
- Chris Finley – piano, basgitarr, sång (1973–1974)
- Lance Dixon – keyboard (1974)
- Frank Renshaw – kompgitarr, sång (1975-1982)
- Rod Gerrard – kompgitarr, sång (1986–1995)
- Eddy Carter – gitarr (1994–2013)
- Kevan Lindgard – keyboard, bakgrundssång (2006–2016)

Herman's Hermits starring Peter Noone
- Peter Noone – sång
- Vance Brescia – gitarr
- Billy Sullivan – kompgitarr
- Rich Spina – keyboard, basgitarr
- Dave Ferrara – trummor